# 강성정
강성정(姜聲丁, 1977년 10월 21일 ~ )은 대한민국의 필드하키 선수이다.

## 경력
- 2004년 하계 올림픽 남자 하키 국가대표
- 2006년 아시안 게임 남자 하키 국가대표
- 2008년 하계 올림픽 남자 하키 국가대표

## 수상
- 2006년 아시안 게임 남자 하키 금메달